# Jürgen Richter (Badminton)
Jürgen Richter (* 16. Dezember 1953 in Markranstädt) ist ein deutscher Badmintonspieler.

## Karriere
Jürgen Richter gewann nach mehreren Nachwuchsmedaillen 1972 erstmals Mannschaftsbronze bei den DDR-Titelkämpfen mit der HSG DHfK Leipzig. 1973, 1975, 1978 und 1979 gewann er mit dem Team erneut Bronze, 1976 sogar Silber. Im letztgenannten Jahr gewann er auch zwei Silbermedaillen bei den DDR-Einzelmeisterschaften. Dort errang er 1978 und 1979 weitere drei Bronzemedaillen. Jetzt wohnt er in Bodenwerder.

## Sportliche Erfolge
| Saison    | Veranstaltung                    | Disziplin    | Platz | Name |
| --------- | -------------------------------- | ------------ | ----- | --- |
| 1965/1966 | DDR-Bestenermittlung AK 10/11    | Herreneinzel | 2     | Jürgen Richter (Turbine Markranstädt) |
| 1965/1966 | DDR-Bestenermittlung AK 10/11    | Herrendoppel | 2     | Jürgen Richter / Winfried Rosenkranz (Turbine Markranstädt) |
| 1966/1967 | DDR-Bestenermittlung AK 12/13    | Herrendoppel | 3     | Michael Artic / Jürgen Richter (Stahl Südwest Leipzig / Turbine Markranstädt) |
| 1967/1968 | DDR-Bestenermittlung AK 12/13    | Herrendoppel | 2     | Jürgen Richter / Winfried Rosenkranz (Turbine Markranstädt) |
| 1970/1971 | DDR-Einzelmeisterschaft AK 16/17 | Herrendoppel | 1     | Wolfgang Böttcher / Jürgen Richter (Lokomotive Staßfurt / DHfK Leipzig) |
| 1971/1972 | DDR-Einzelmeisterschaft AK 16/17 | Herrendoppel | 1     | Wolfgang Böttcher / Jürgen Richter (DHfK Leipzig) |
| 1971/1972 | Silberner Federball              | Herrendoppel | 3     | Wolfgang Böttcher / Jürgen Richter (DHfK Leipzig) |
| 1971/1972 | DDR-Mannschaftsmeisterschaft     | Mannschaft   | 3     | DHfK Leipzig (Gerd Pigola, Volker Herbst, Wolfgang Böttcher, Jürgen Richter, Frank Geißler, Beate Herbst, Monika Brehmer, Christel Sommer, Helga Pöschel)                                               |
| 1972/1973 | DDR-Mannschaftsmeisterschaft     | Mannschaft   | 3     | DHfK Leipzig (Gerd Pigola, Volker Herbst, Wolfgang Böttcher, Jürgen Richter, Bernd Brösdorf, Frank Geißler, Joachim Gerhardt, Hachmeister, Christel Sommer, Helga Pöschel, Beate Herbst, Helga Pöschel) |
| 1974/1975 | DDR-Mannschaftsmeisterschaft     | Mannschaft   | 3     | DHfK Leipzig (Wolfgang Böttcher, Gerd Pigola, Jürgen Richter, Volker Herbst, Bernd Brösdorf, Ralph Schieck, Peter Rebel, Beate Herbst, Christel Sommer)                                                 |
| 1975/1976 | DDR-Einzelmeisterschaft          | Herreneinzel | 2     | Jürgen Richter (DHfK Leipzig) |
| 1975/1976 | DDR-Einzelmeisterschaft          | Herrendoppel | 2     | Jürgen Richter / Gerd Pigola (DHfK Leipzig) |
| 1975/1976 | DDR-Mannschaftsmeisterschaft     | Mannschaft   | 2     | DHfK Leipzig (Wolfgang Böttcher, Gerd Pigola, Jürgen Richter, Volker Herbst, Matthias Röder, Manfred Blauhut, Christel Sommer, Beate Herbst)                                                            |
| 1977/1978 | DDR-Mannschaftsmeisterschaft     | Mannschaft   | 3     | DHfK Leipzig (Jürgen Richter, Volker Herbst, Gerd Pigola, Manfred Blauhut, Matthias Röder, Christel Sommer, Beate Herbst, Rena Eckart)                                                                  |
| 1977/1978 | DDR-Einzelmeisterschaft          | Herreneinzel | 3     | Jürgen Richter (DHfK Leipzig) |
| 1977/1978 | DDR-Einzelmeisterschaft          | Herrendoppel | 3     | Jürgen Richter / Gerd Pigola (DHfK Leipzig) |
| 1978/1979 | DDR-Mannschaftsmeisterschaft     | Mannschaft   | 3     | DHfK Leipzig (Jürgen Richter, Gerd Pigola, Volker Herbst, Matthias Röder, Manfred Blauhut, Christel Sommer, Beate Herbst, Rena Eckart, Birgit Harder)                                                   |
| 1978/1979 | DDR-Einzelmeisterschaft          | Herrendoppel | 3     | Jürgen Richter / Roland Riese (DHfK Leipzig / Fortschritt Tröbitz) |